# Bagheera (păianjen)
Bagheera este un gen de păianjeni săritori din subfamilia Dendryphantinae.

## Etimologie
Denumirea genului proveni de la numele panterei negre Bagheera din Cartea Junglei scrisă de Rudyard Kipling. 

## Specii
- Bagheera kiplingi Peckham & Peckham, 1896 — Mexic, Guatemala
- Bagheera laselva Ruiz & Edwards, 2013 - Costa Rica
- Bagheera motagua Ruiz & Edwards, 2013 - Guatemala
- Bagheera prosper (Peckham & Peckham, 1901) — SUA, Mexic

Cladograma conform Catalogue of Life:
| Bagheera | \| \| Bagheera bicavata \| \| \| \| \| \| Bagheera kiplingii \| \| \| \| \| \| Bagheera nigropicta \| \| \| \| \| \| Bagheera prosper \| \| \| \| |
|          | \| \| Bagheera bicavata \| \| \| \| \| \| Bagheera kiplingii \| \| \| \| \| \| Bagheera nigropicta \| \| \| \| \| \| Bagheera prosper \| \| \| \| |
|          | Bagheera bicavata |
|          | |
|          | Bagheera kiplingii |
|          | |
|          | Bagheera nigropicta |
|          | |
|          | Bagheera prosper |
|          | |